# Francesco Bolzoni
Francesco Bolzoni (Lodi, 7 de maio de 1989) é um futebolista italiano. Atualmente milita no Siena.